# Shahrestān di Bakharz
Lo shahrestān di Bakharz (farsi شهرستان باخرز) è uno dei 28 shahrestān del Razavi Khorasan, il capoluogo è Bakhroz. Lo shahrestān è suddiviso in 2 circoscrizioni (bakhsh): 
- Centrale (بخش مرکزی)
- Bala Velayat (بخش بالاولایت)